# Нхлангано
Нхлангано, ранее — Худхехюн (Гудгегюн) (свати Nhlangano) — город на юге Эсватини, четвёртый по численности населения город в стране. Является административным центром округа Шиселвени. В переводе с языка свати Нхлангано означает «Место встречи».
В городе находится учебный информационно-справочный центр НАТИКК.

## История
Город долгое время носил название Гудгегун, но после обретения независимости Эсватини в 1968 году сменил название.
В 1947 году в Нхлангано встречались король Великобритании Георг VI и будущий король Эсватини Собуза II (на тот момент вождь народа свази) для обсуждения независимости Эсватини, однако встреча ни к чему не привела.
В 1968 году после определения границ с Южно-Африканской Республикой город вошёл в состав независимого Эсватини.

## Население
| Год  | Население |
| ---- | --------- |
| 1986 | 4107      |
| 1997 | 6540      |
| 2005 | 9016      |